# Rotschuo

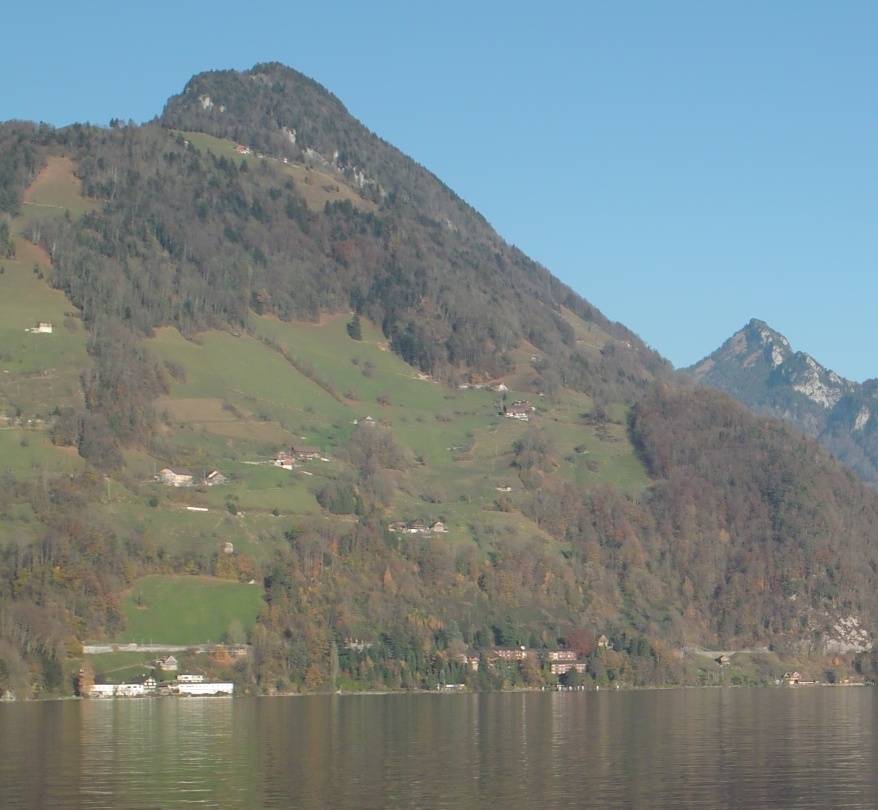
Blick auf Rotschuo

Rotschuo oder Rotschue, früher auch Rotschuh, ist ein Weiler in der Gemeinde Gersau im Kanton Schwyz, Schweiz.
Der Weiler liegt an der Strasse von Gersau nach Vitznau am Südfuss des Vitznauerstocks nahe dem in den Vierwaldstättersee hineinragenden Bergvorsprung Obere Nase. 1906 bestand Rotschuo aus 15 Häusern mit 96 Einwohnern.
Nach dem Schwyzer Namenbuch ist die Deutung des Namens schwierig. Die Farbe gehe «vermutlich auf rötliches Gestein zurück», eine der Felsformationen am See könnte dabei als «roter Schuh» gesehen worden sein. Der «Kindlimordsage» nach soll der Name vom roten Schuh eines von seinem jähzornigen und trunksüchtigen Vater erschlagenen Mädchens stammen, der am Ufer angespült worden sei. Laut dem Namenbuch ist diese Sage als ein Versuch, den «seltsamen Namen» zu erklären, anzusehen.
In Rotschuo befinden sich ein Hotel und eine Jugendherberge. 2011 verkaufte die Gewerkschaft Unia das Hotel an den früheren Verwaltungsratspräsidenten der Hero, Rudolf Stump. Seit 1962 verfügt Rotschuo über eine Schiffsanlegestelle für Extrafahrten, fahrplanmässig legten die Schiffe der Schifffahrtsgesellschaft des Vierwaldstättersees (SGV) jedoch bis 1998 nicht in Rotschuo an. Ab dem 23. Mai 1998, nach dem Bau eines neuen Schiffsstegs, war Rotschuo auch eine reguläre Station im Fahrplan der SGV. Seit der Fahrplanperiode 2010 erscheint die Schiffstation Rotschuo nicht mehr im Kursbuch.